# 외도동
외도동(外都洞)은 제주특별자치도 제주시의 행정동이다. 법정동 외도일동, 외도이동, 내도동, 도평동을 관할한다. 면적은 8.4km2이며, 인구는 외국인을 제외하고 2010년 12월 31일을 기준으로 5,551세대 15,157명에 이른다.

## 개요
제주시 중심지에서 서쪽으로 7~9km 사이에 해안지대에 자리잡고 있는 농ㆍ어촌마을로 도근천과 외도천이 마을사이를 흐르고 있으며 제주시 가장 서쪽에 있는 외곽마을이지만 교통이 편리한 지역이며 토지구획 정리사업 지구로써 도심에서 인구유입 및 상가형성이 예상되는 마을이다.
1702년 이형상 목사가 작성한 탐라순력도에 수정마을로 기록되고 있는 외도1동은 우령이(牛嶺), 절물, 수정동, 계명리 등 4개의 자연마을을 합친 곳으로 제주주호 시대의 생활터 유적과 유물산포지 2군데와 고인돌 9군데가 있다. 1300년대 원나라에 의해 세워진 《수정사》라는 큰 절의 절터가 지금도 남아 있다. 도시개발사업으로 도심지 인구유입 및 상가가 형성되고 있으며, 교통이 편리한 지역이다.
2006년 7월 1일에는 제주특별자치도가 출범함에 따라 제주시 외도동이 되었다.

## 법정동
- 외도일동(外都一洞)
- 외도이동(外都二洞)
- 내도동(內都洞)
- 도평동(都坪洞)

## 아파트
| 단지명        | 건설사         | 시행사       | 주소                     | 입주       | 비고     |
| ------------- | -------------- | ------------ | ------------------------ | ---------- | -------- |
| 외도부영 1차  | ㈜부영         | ㈜부영       | 우정로11길 22 (외도일동) | 2000년 5월 |          |
| 외도부영 2차  | ㈜부영         | ㈜부영       | 우평로 318 (외도일동)    | 2001년 1월 |          |
| 아름마을 주공 | 신진종합토건㈜ | 대한주택공사 | 우정로18길 25 (외도일동) | 2005년 6월 | 국민임대 |

## 관광
- 마이못
- 연대포구
- 김상언 지사 독립투쟁비

## 교육
- 외도초등학교 (외도이동)
- 도평초등학교 (도평동)

## 체육
- 제주장애인스포츠센터

## 문화재
- 내도동 방사탑 - 향토유산 제10호